# Abdikation
 Der er for få eller ingen kildehenvisninger i denne artikel, hvilket er et problem. Du kan hjælpe ved at angive troværdige kilder til de påstande, som fremføres i artiklen.

Abdikation eller Abdicering (fra latin abdicatio, jfr. abdicare = "frasige") er handlingen, hvor en regerende fyrste giver afkald på sin værdighed (frasiger sig tronen).

## Kendte abdikationer
I moderne tid er den britiske kong Edvard 8.s abdikation i 1936 den mest omtalte. Han frasagde sig retten til tronen for at kunne gifte sig med amerikanske Wallis Simpson.
Andre:
- Diocletian – romersk kejser, 305
- Karl 5. – tysk-romersk kejser, 1556
- Kristina – regerende dronning af Sverige, 1654
- Napoleon Bonaparte – kejser af Frankrig, 1814
- Peter 4. af Portugal, 1826 – kejser af Brasilien (1798-1834) som Pedro 1.
- Saad I al-Abdullah as-Salim as-Sabah – emir af Kuwait, 2006
- Pave Benedikt 16. – pave, 2013
- Dronning Beatrix – dronning af Holland, 2013
- Dronning Margrethe II – dronning af Danmark, 2024